# Michel Félibien
Michel Félibien d'Avaux (Chartres, 1665 - Saint-Germain-des-Prés, 25 de septiembre de 1719) fue un monje benedictino maurista e historiador francés. 
Hijo de André Félibien, cronista oficial de Luis XIV de Francia, a los 18 años de edad profesó en la congregación de San Mauro, permaneciendo en la abadía benedictina de Lyre hasta su traslado a principios del siglo XVIII a la de Saint-Germain-des-Prés de París. 

## Obras
Dejó escritas las siguientes obras: 
- Histoire de l'abbaye royale de Saint-Denys en France (París, 1706), historia de la abadía de Saint-Denis;
- La vie de Madame d'Humieres, Abbesse & reformatrice de l'abbaye de Monchi (París, 1711), biografía de la abadesa Anne-Louise de Crevant d'Humières;
- Histoire de la ville de Paris, vol. I, vol. II, vol. III, vol. IV y vol. V (París, 1725), historia de la villa de París, continuada después de su muerte por su correligionario Guy Alexis Lobineau.